# Тань Цзясинь
Тань Цзяси́нь (кит. упр. 谭佳薪, пиньинь Tán Jiāxīn , р.3 декабря 1996) — китайская гимнастка, призёрка чемпионатов мира, чемпионка Азиатских игр.
Родилась в 1996 году в Чанша. В 2013 году стала чемпионкой Восточноазиатских игр. В 2014 году стала серебряной призёркой чемпионата мира и чемпионкой Азиатских игр.